# Paukajärvi
Paukajärvi är en sjö i kommunen Virdois i landskapet Birkaland i Finland. Arean är 35 hektar och strandlinjen är 3,51 kilometer lång. Sjön  ingår i Kyro älvs huvudavrinningsområde.   Den ligger omkring 94 kilometer norr om Tammerfors och omkring 250 kilometer norr om Helsingfors. 